# Michael Watkins
Michael W. Watkins é um diretor de fotografia, diretor e produtor estadunidense.

## Filmografia
- Lois & Clark: The New Adventures of Superman

- "Illusions of Grandeur" (1994), director
- "Whine, Whine, Whine" (1995), director
- "Ordinary People" (1995)
- "Chip Off the Old Clark" (1995)
- Detention: The Siege at Johnson High (1997)
- The X-Files

- "X-Cops" (2000)
- "Sein und Zeit" (2000)
- "The Sixth Extinction" (2000)
- "Arcadia" (2000)
- "Tithonus" (2000)
- Smallville

- "Metamorphosis" (2001)
- "Jitters" (2001)
- No Ordinary Family

- "No Ordinary Brother" (2010)
- Criminal Minds: Suspect Behavior

- "Lonely Hearts" (2011)